# Yasmil Ramos
Yasmil Ramos (ur. 4 czerwca 1979) – wenezuelska zapaśniczka w stylu wolnym. Trzykrotna uczestniczka mistrzostw świata, ósma w 2001. Brązowy medal igrzysk panamerykańskich w 2003. Zdobyła dwa srebrne medale mistrzostw panamerykańskich, w 2001 i 2002. Triumfatorka igrzysk Ameryki Środkowej i Karaibów w 2002. Mistrzyni igrzysk boliwaryjskich w 2001 roku.